# Urechinus drygalskii
Urechinus drygalskii är en sjöborreart. Urechinus drygalskii ingår i släktet Urechinus och familjen Urechinidae.

## Underarter
Arten delas in i följande underarter:
- U. d. drygalskii
- U. d. perfidus